# كستر (كامبريدجشير)
كستر (بالإنجليزية: Castor, Cambridgeshire)‏ هي قرية وأبرشية مدنية تقع في المملكة المتحدة في إنجلترا. يقدر عدد سكانها بـ 817 نسمة .